# Pommery
Pommery is een bekend champagnehuis uit Reims, gesticht in 1836. Het behoort nu tot de Vranken-Pommery Monopole groep. Sinds 2015 zijn de kelders van het huis een onderdeel van het UNESCO-werelderfgoed “Heuvels, huizen en kelders van de Champagne”. Het huis besteedt sinds Madame Pommery ook veel aandacht aan kunst.

## Geschiedenis
Het was oorspronkelijk een klein champagnehuis van Louis Alexandre Pommery, met een jaarproductie van minder dan 100.000 flessen. Louis stierf kort na zijn huwelijk, en het was zijn weduwe Madame Pommery (1819-1890), die op 20-jarige leeftijd was getrouwd, die het bedrijf verder leidde en de productie uitbreidde tot ca. twee miljoen flessen per jaar. Dat maakt Pommery een van de champagnehuizen die hun bestaan en succes aan een weduwe te danken hebben, Als hommage aan de wilskrachtige Jeanne Alexandrine Louise maakt het huis een "Cuvée Louise".
Pommery werd in 2002 overgenomen van de LVMH (Louis Vuitton Moët Hennessy)-holding door de groep Vranken Monopole, die meteen haar naam veranderde in Vranken-Pommery Monopole. Daarmee werd ze de tweede grootste champagnegroep na LVMH, met een jaarverkoop van 18 miljoen flessen. Andere champagnemerken van deze groep zijn Vranken, Charles Lafitte, Heidsieck Monopole en Demoiselle.

## Champagnes
Het huis heeft een gamma dat regelmatig aan vernieuwing doet. Enkele voorbeelden:
- Brut Royal: De Brut sans Année van het huis. Afkomstig uit veertig Grand Cru's in de Côte des Blancs, Montagne de Reims en andere gebieden.
- Apanage, Brut: Frisse champagne, bestaande uit de drie klassieke druiven: Chardonnay, Pinot Noir en Pinot Meunier, met lichte houtopvoeding van 6 maanden op eiken vaten.
- Apanage, Blanc de Noirs: Zeer gastronomische en harmonieuze champagne op basis van 70% Pinot Noir en 30% Pinot Meunier. Dit is dus een ‘blanc de Noir’.
- Cuvée Louise: Deze Cuvée werd gecreëerd als eerbetoon aan Louise Pommery. Cuvée Louise is afkomstig van de 3 Grands Crus: Avize, Aÿ en Cramant.
- Les Clos Pompadour: De drie klassieke druiven voor deze champagne (sinds 2002) komen van de 25 hectare grote Les Clos Pompadour wijngaard van La Marquise de Pompadour. Het is de grootste ommuurde wijngaard (een Clos, binnen de muren van Reims) van de Champagne streek. De bodem bestaat uit krijt.

Een vernieuwing in het gamma sinds 1999 is Pommery POP, champagne die uitsluitend in flesjes van 20 cl wordt verkocht.

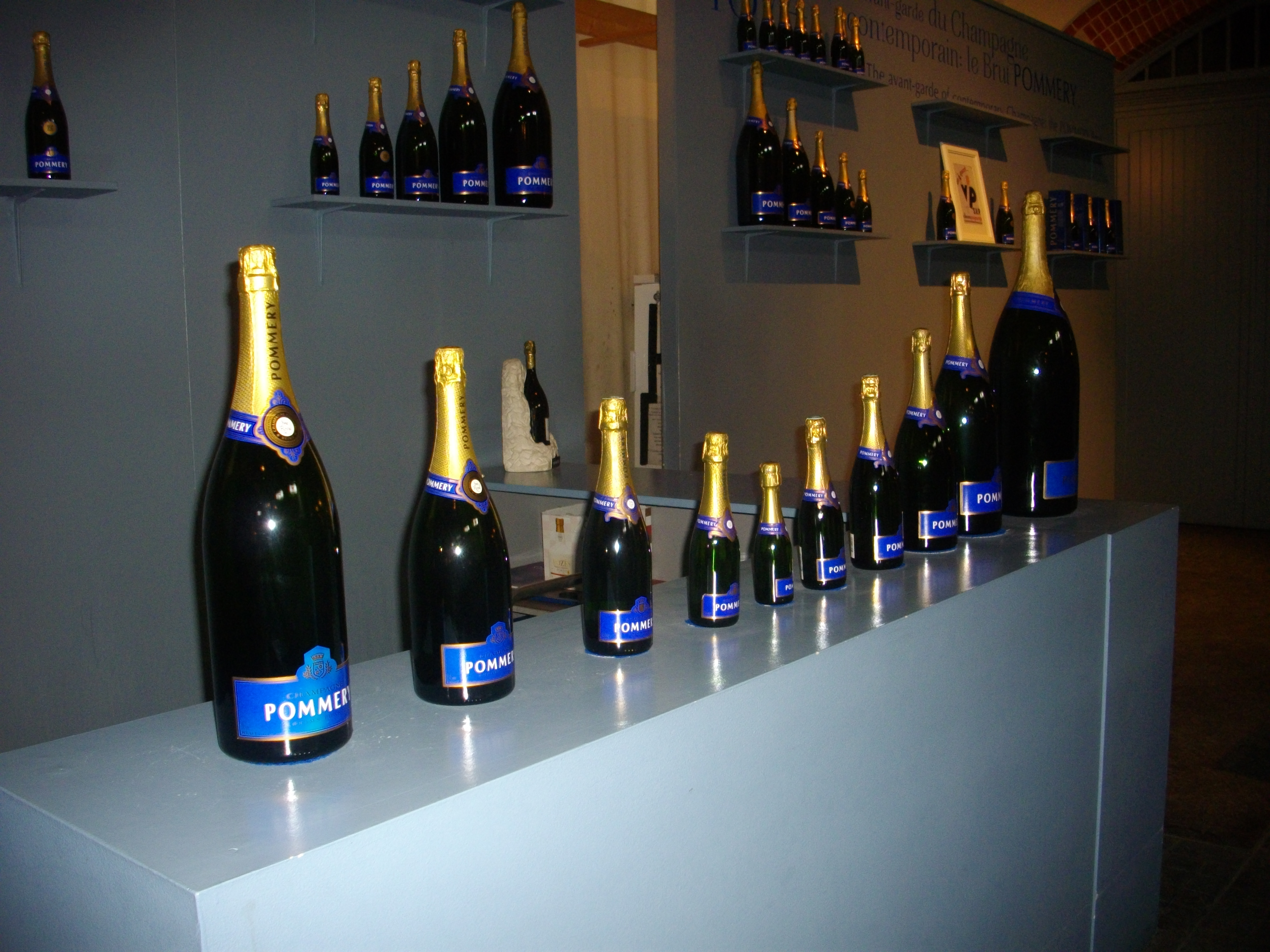
Pommeryflessen
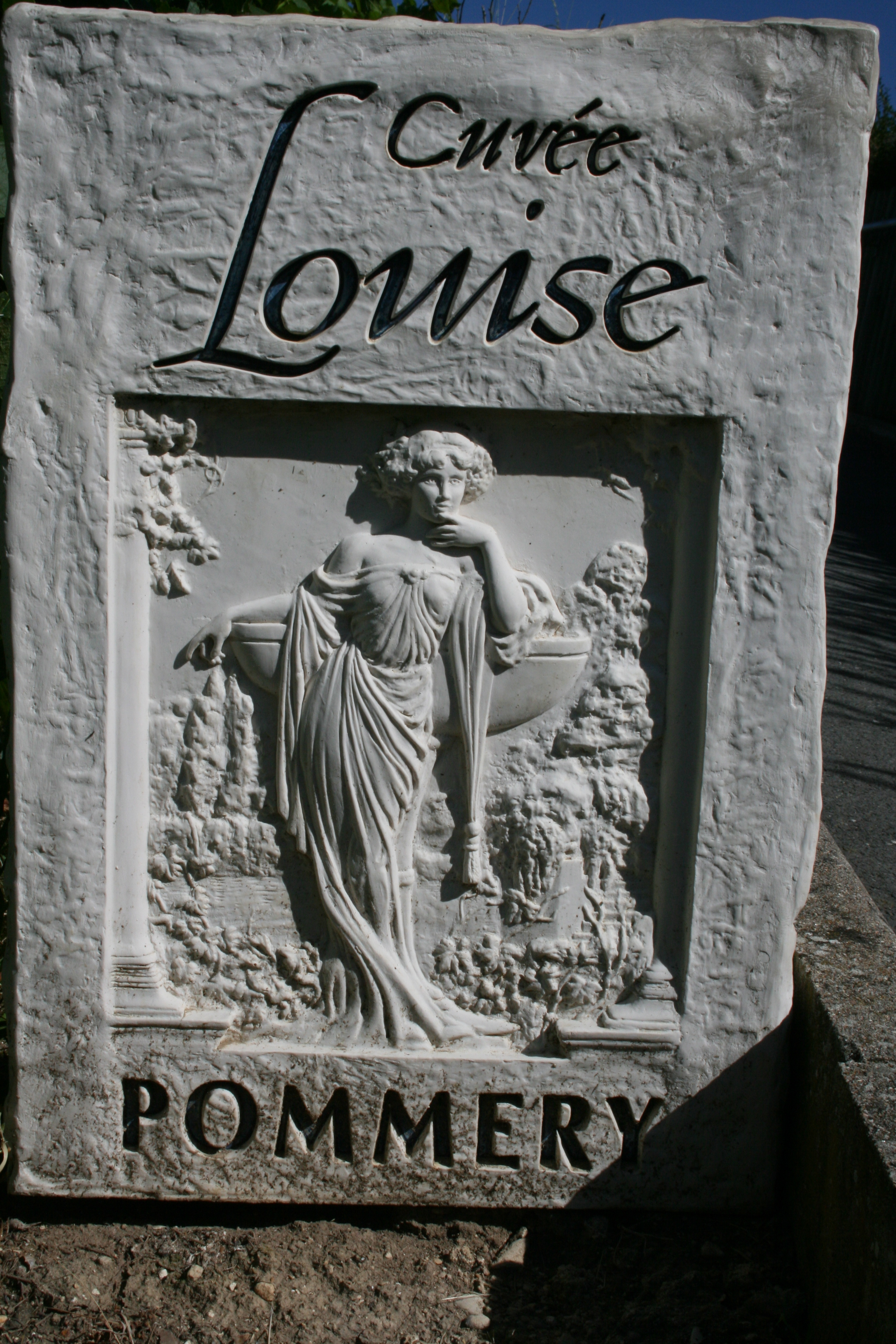
Cuvée Louise van Pommery
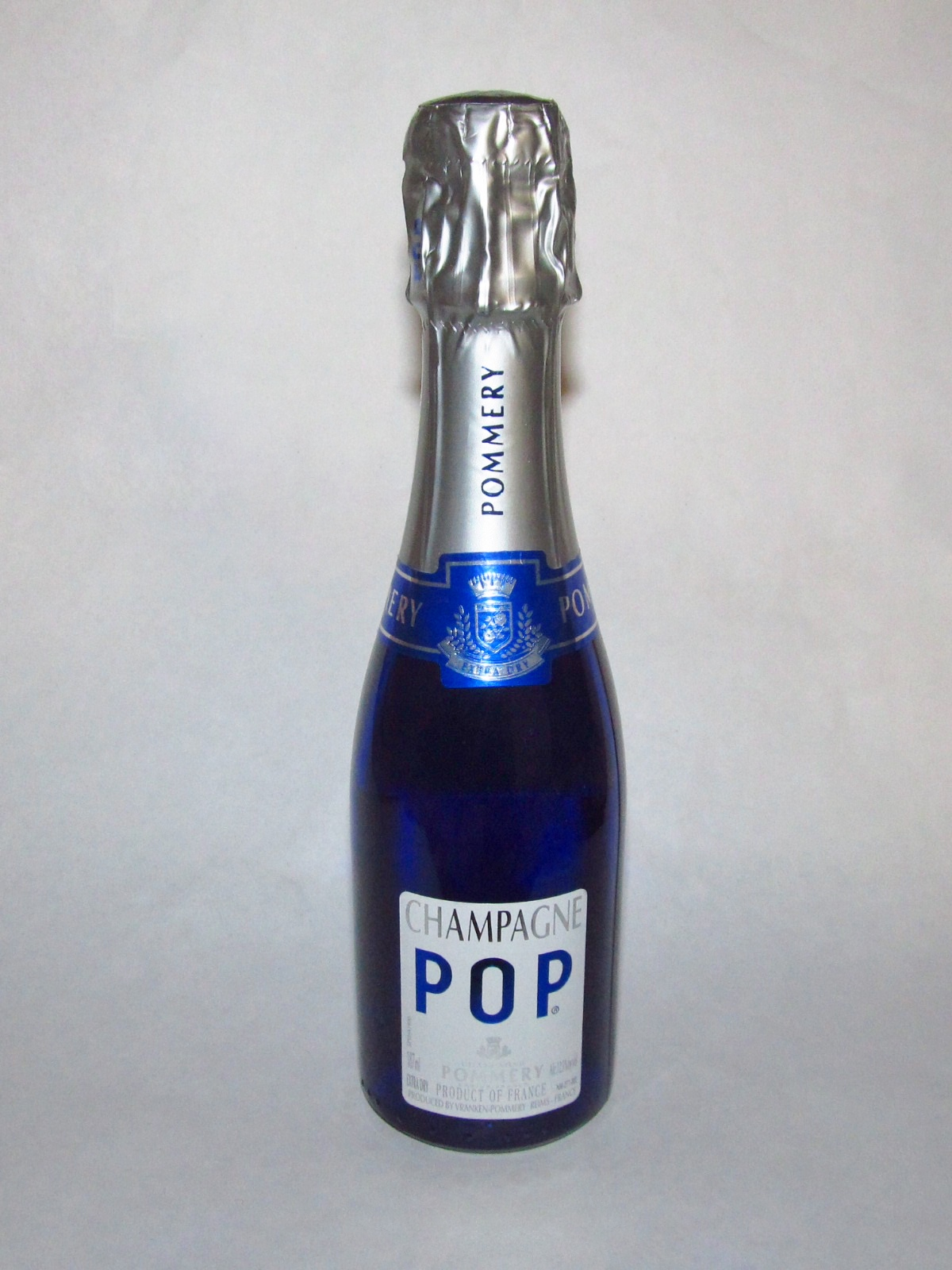
Pommery Pop

## Kelders
Gezien de ligging op de heuvel Saint-Nicaise maken de kelders van het huis sinds 2015 een onderdeel uit van het UNESCO-werelderfgoed “Heuvels, huizen en kelders van de Champagne”.

La colline Saint-Nicaise comprend quatre éléments, dont trois sont en sous-sol – les caves Charles Heidsieck,Ruinart, Pommery et Veuve Clicquot, les caves Taittinger (dans le clos médiéval, sous l’abbaye Saint-Nicaise) et les caves Martel (anciennes carrières réutilisées depuis le XVIIIe siècle) – et la partie aérienne de la colline. (De heuvel van Saint-Nicaise bestaat uit vier elementen, waarvan er drie ondergronds zijn: de kelders van Charles Heidsieck, Pommery en Veuve Clicquot, de kelders van Taittinger (in de middeleeuwse omheining, onder de abdij van Saint-Nicaise) en de kelders van Martel (oude steengroeven die opnieuw zijn gebruikt) (sinds de 18e eeuw) – en het bovengrondse deel van de heuvel.)
— Champagne Hillsides, Houses and Cellars

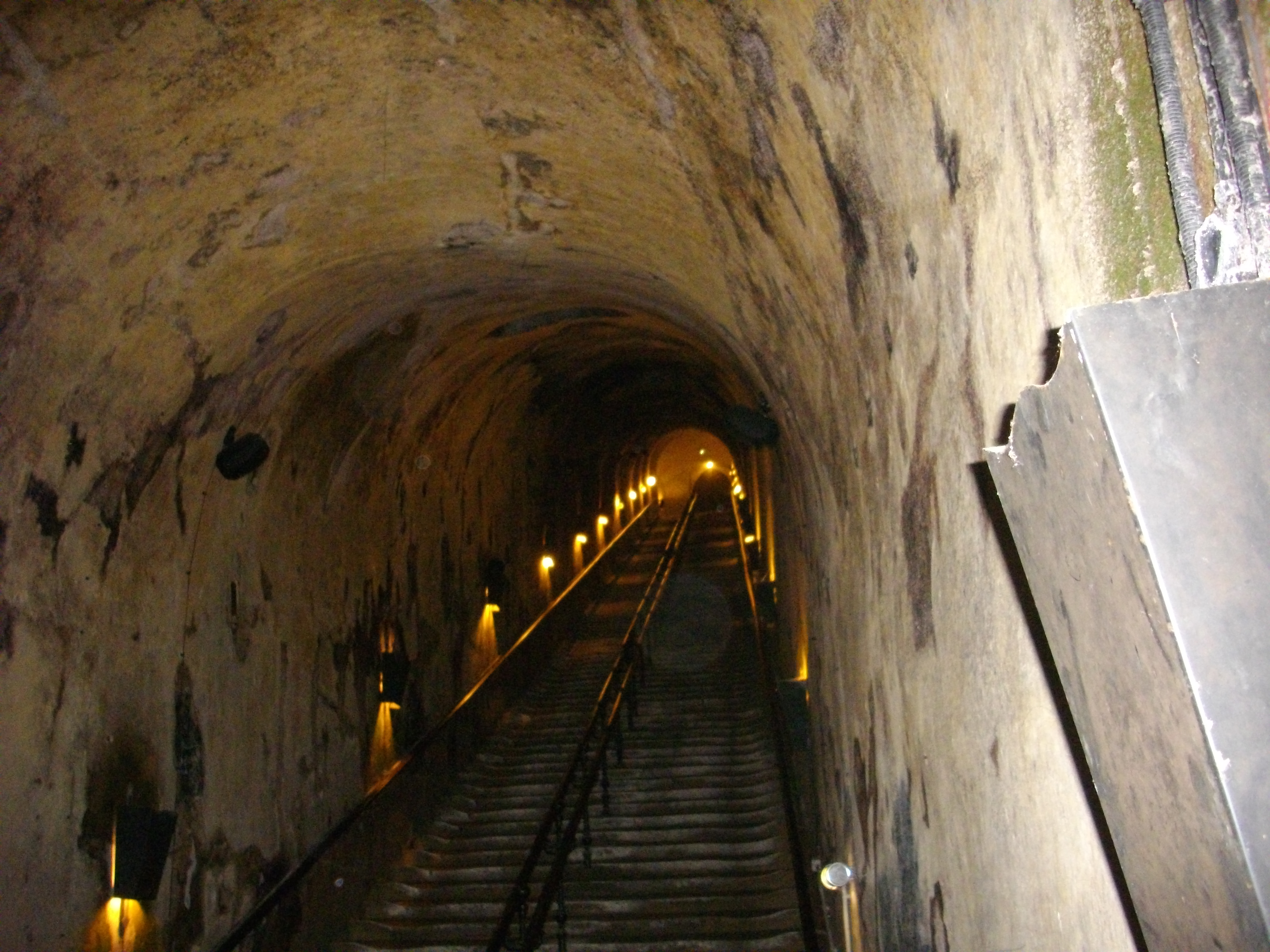
De trap naar de kelders.
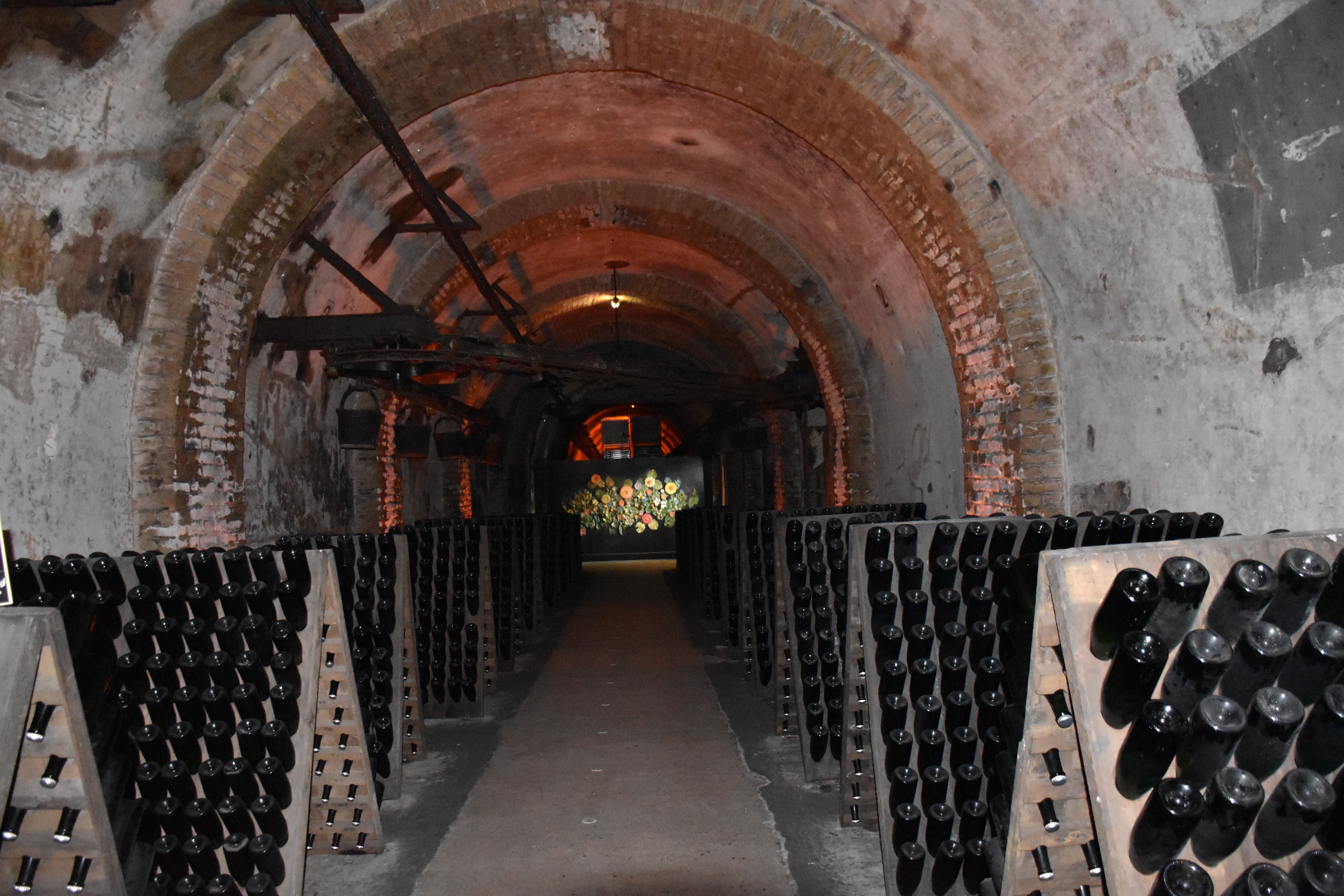
Oude transportband.
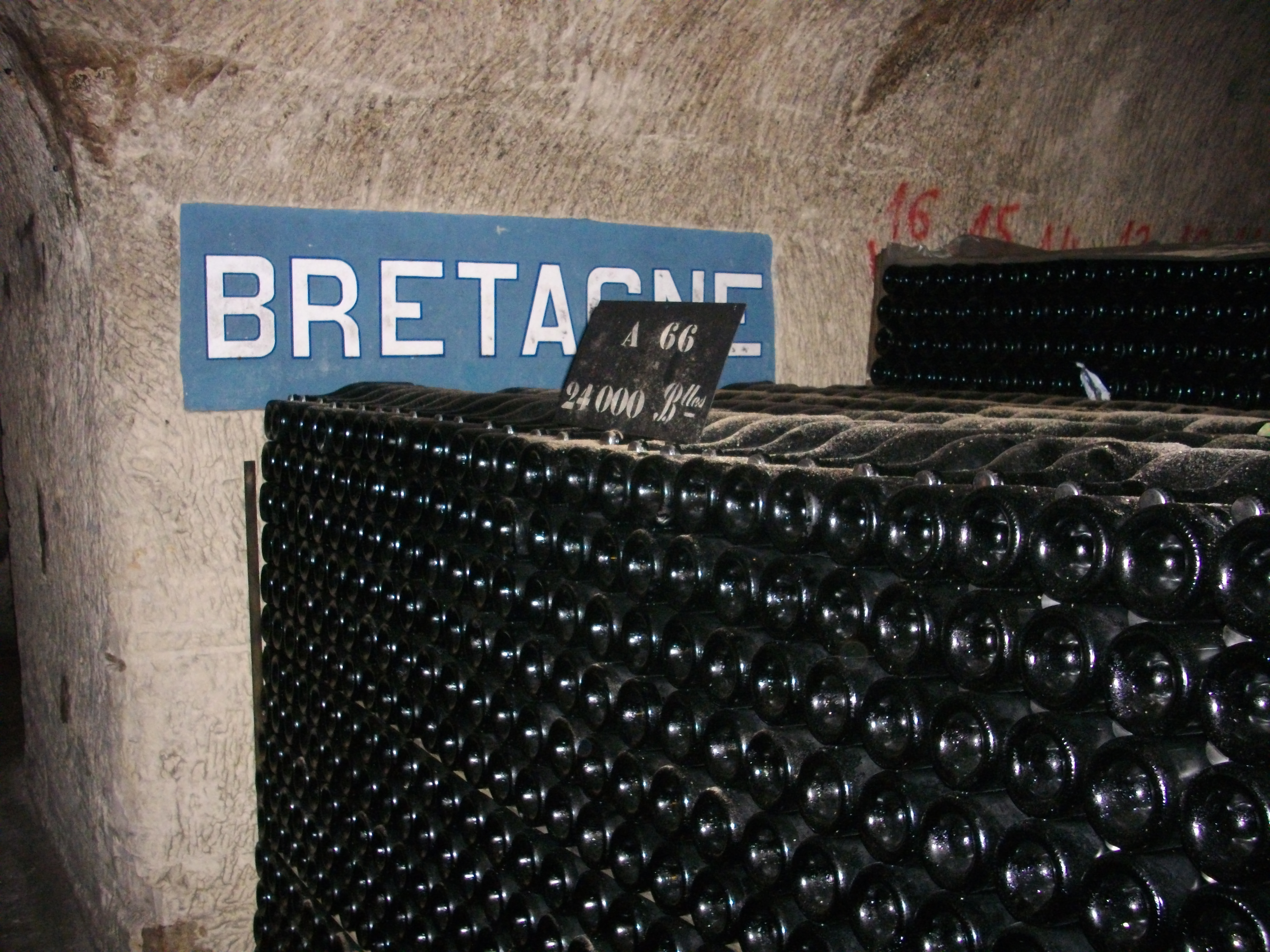
Bretagne-galerij.
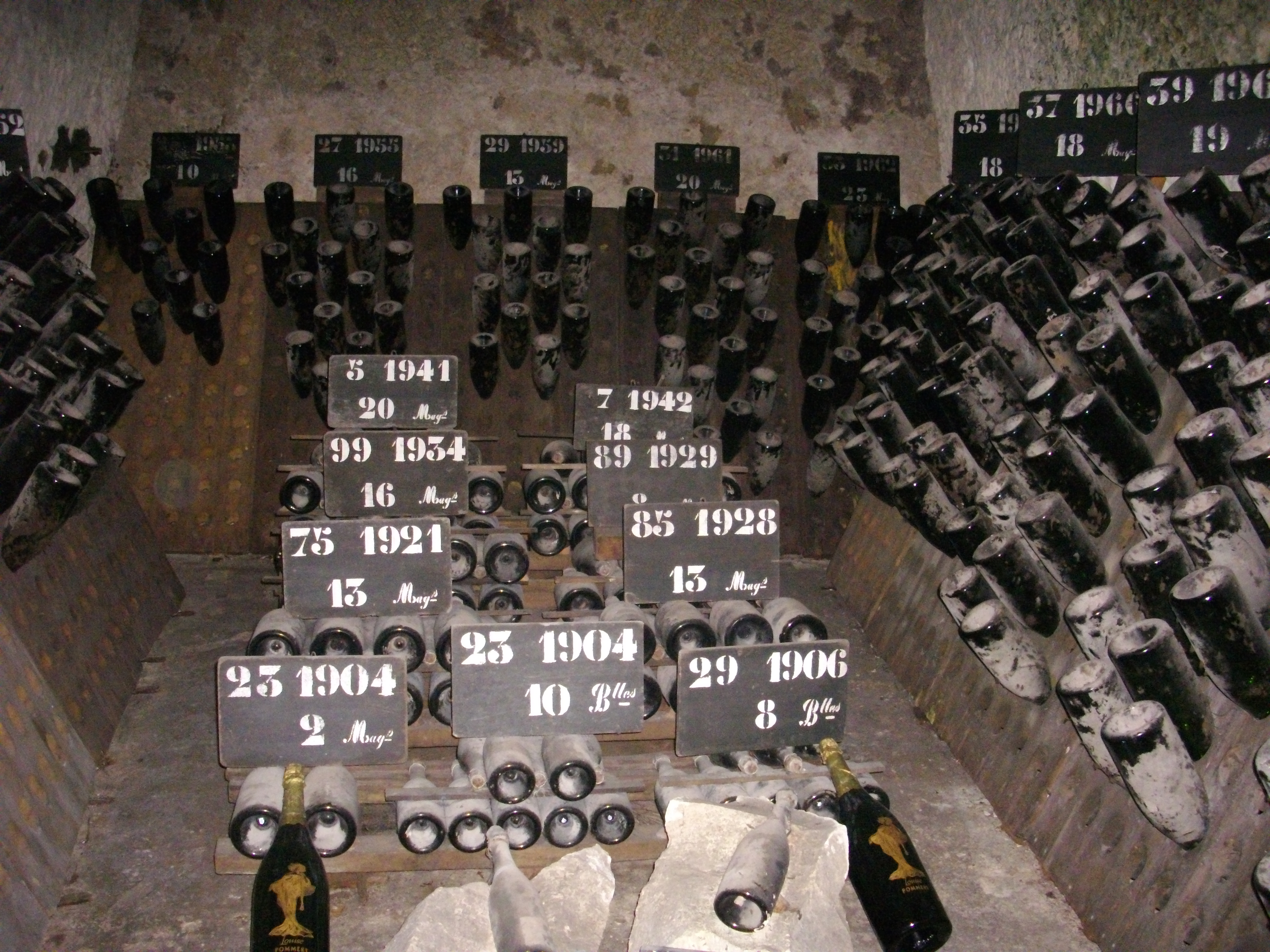
Oude flessen in de kelder.

## Kunst

### Madame Pommery’s mecenaat

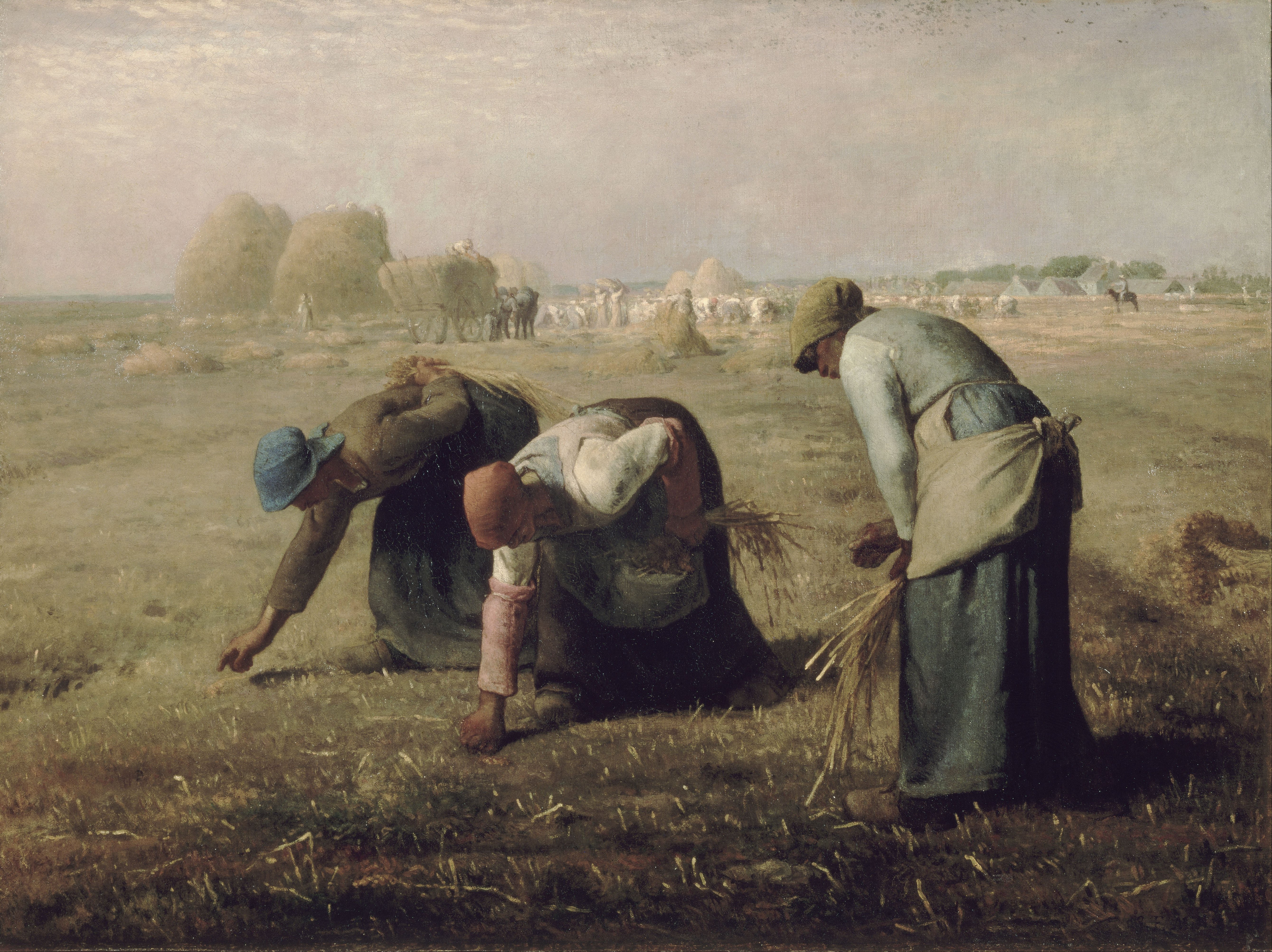
Arenleessters van Jean-François Millet - (1857)

Madame Pommery had een passie voor kunst van over de hele wereld, wat ook terug te zien is op het domein. Madame Pommery kocht het schilderij Arenleessters (Frans: Des glaneuses) uit 1857 van Jean-François Millet (1814 – 1875) om te voorkomen dat het in het buitenland verkocht zou worden en schonk het aan het Louvre. Het is nu deel van de collectie van Musée d'Orsay. Deze daad van mecenaat versterkte het imago van haar huis aanzienlijk en versterkte het vertrouwen van haar wijnleveranciers.
Postuum liet ze een collectie van ongeveer 850 keramiekstukken na aan het Musée des Beaux-Arts in Reims. Dit aardewerk kwam uit verschillende landen en aardewerkfabrieken zoals bijvoorbeeld Frankrijk met Nevers, Rouen en Chigny-les-Roses, alsook Duitsland en Nederland (Delfs blauw).

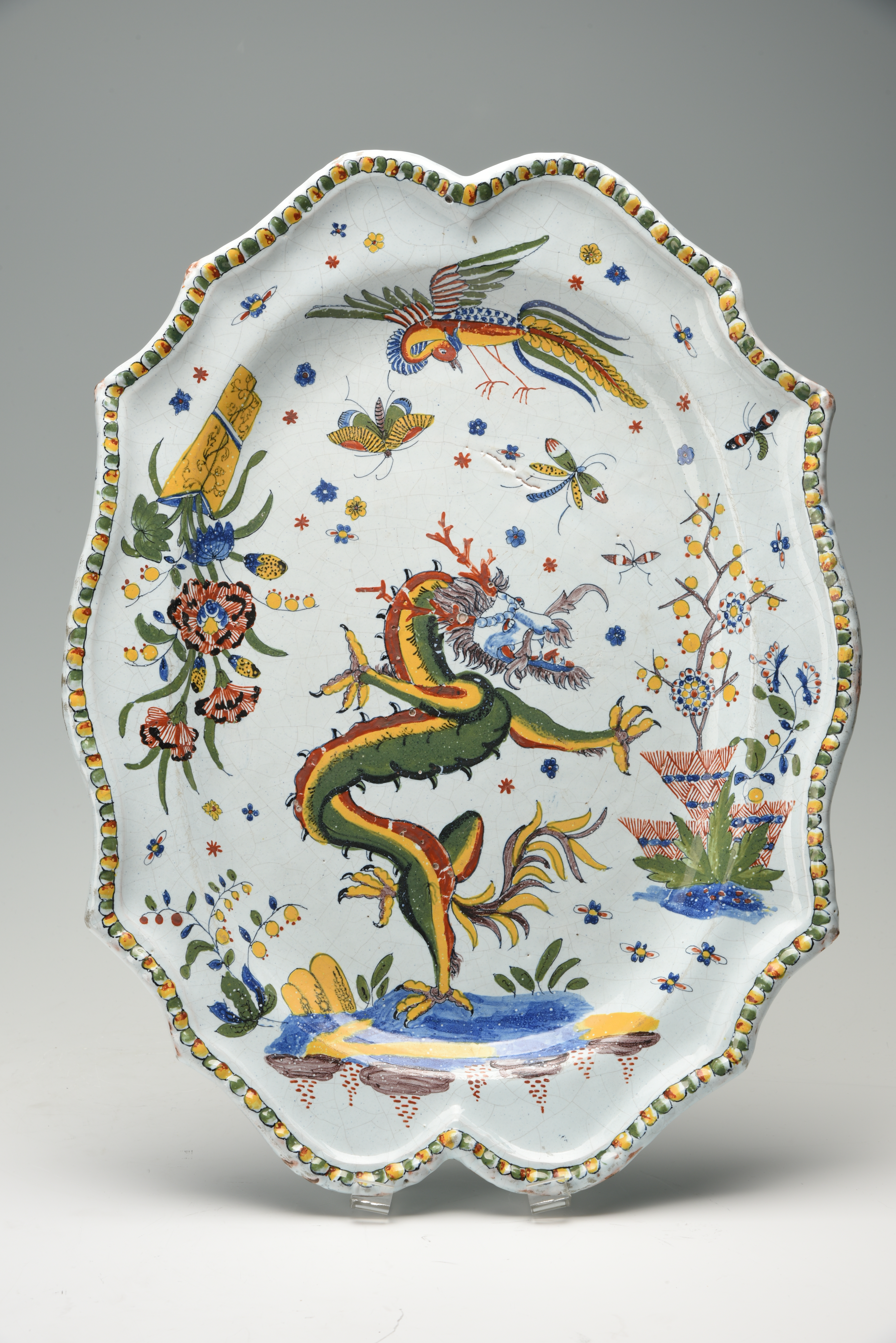
Hooggebakken polychroom aardewerk (Manifacture de Rouen)
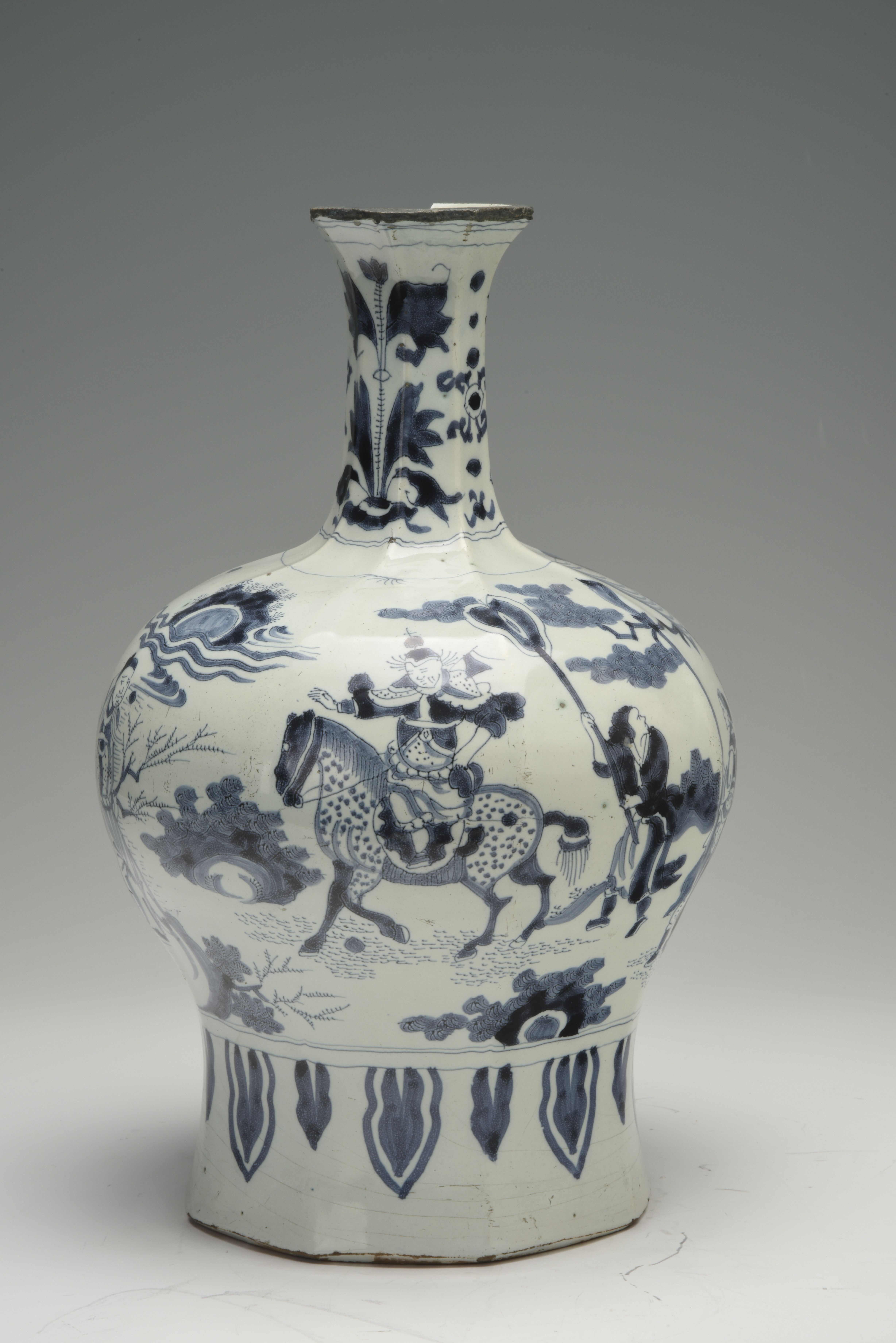
Hooggebakken blauw aardewerk (Manifacture de Nevers)
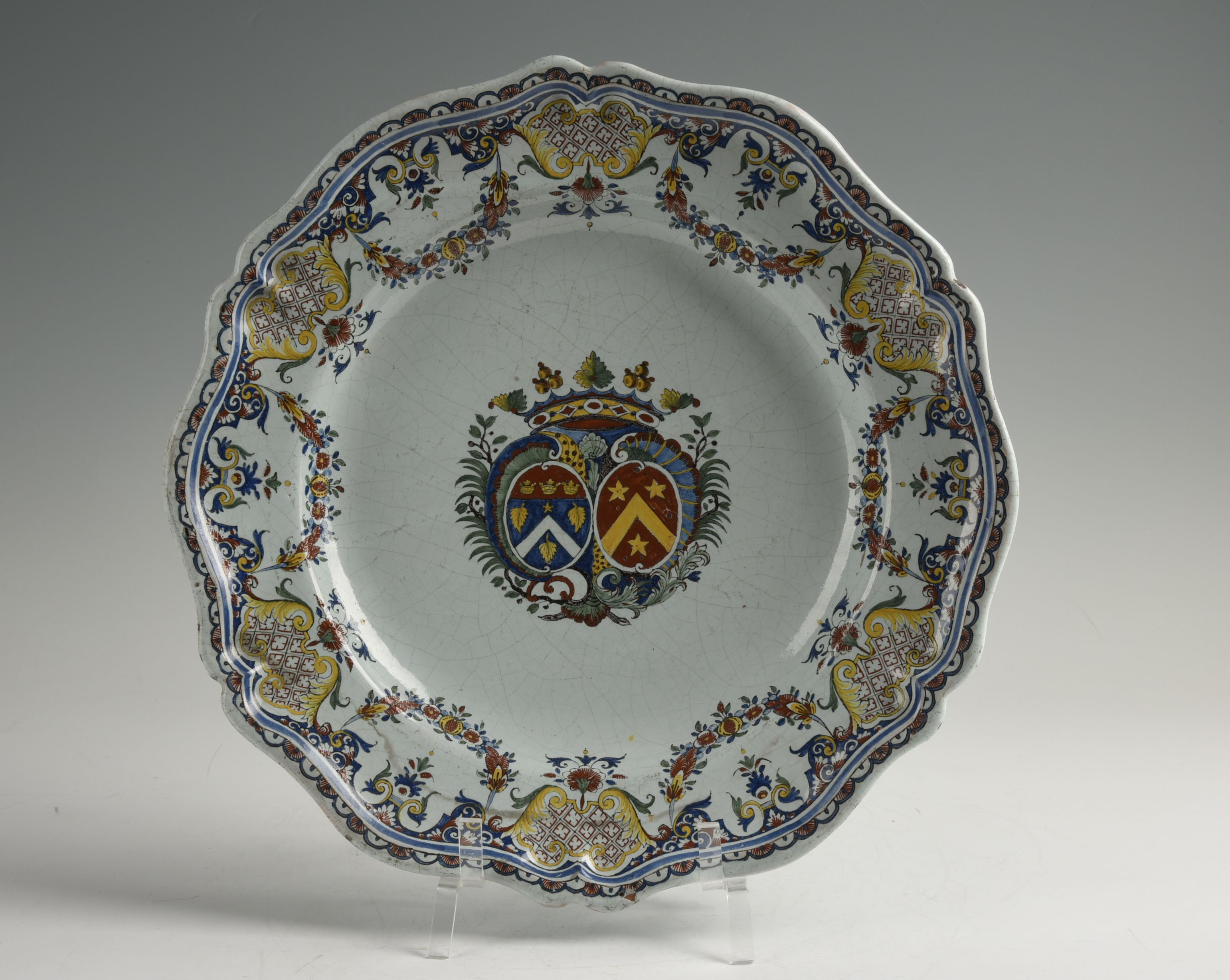
Hooggebakken polychroom aardewerk (Manifacture de Rouen)

### Samenwerkingen

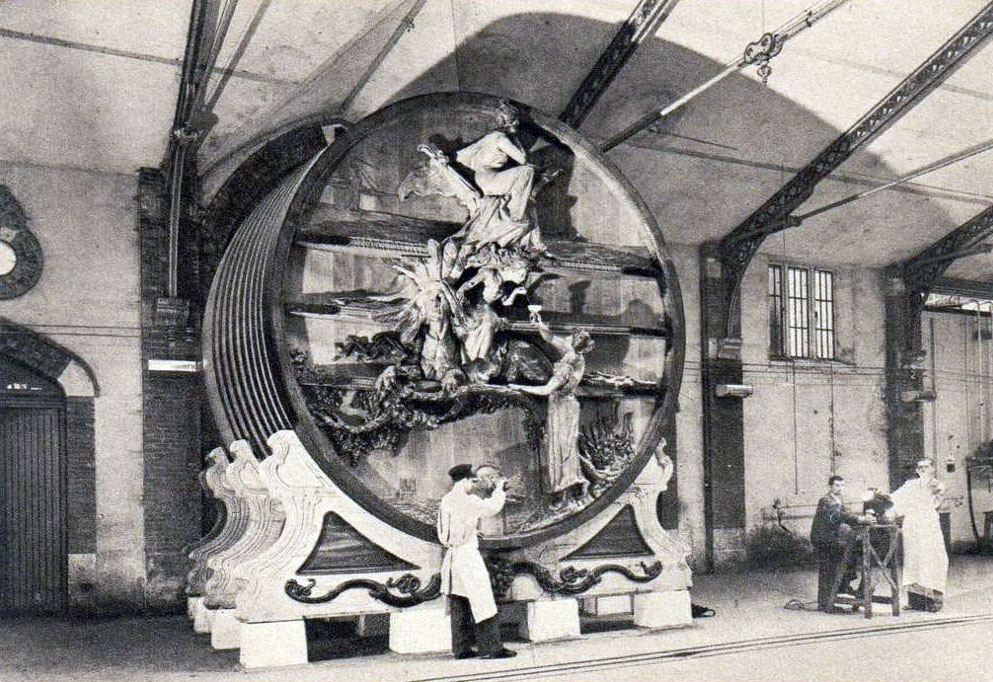
Emile Gallé decoreert de Grand Foudre Pommery

In 1903 kreeg meester-houtbewerker Emile Gallé de opdracht de Grand Foudre Pommery te decoreren. Dit is een immens wijnvat met een inhoud van 75.000 hl (gelijk aan 100.000 flessen). Het vat bleef in gebruik tot 1973, als eerbetoon aan de vriendschapsbanden tussen de twee oevers van de Atlantische Oceaan.
Villa Demoiselle is een meesterwerk uit de Belle Époque in een mix van Art Nouveau en Art Deco dat in 1908 in Reims werd gebouwd in opdracht van Henry Vasnier (1832-1907). Hij was de toenmalige directeur van het champagnehuis Pommery. Het herenhuis staat tegenover het landgoed Pommery aan de Boulevard Henri-Vasnier.

### Experience Pommery
Champagne Pommery is al jarenlang een voorvechter van de kunsten. Sinds 2002 nodigt Pommery jaarlijks toonaangevende kunstenaars uit de internationale hedendaagse kunstscene uit rond een specifiek thema. Dit evenement, genaamd de "Expérience Pommery”, vindt plaats op drie plaatsen van het wijndomein:
- - in de Gallo-Romeinse krijtgroeven van het huis,
  - in en rond de Villa Demoiselle (sinds de editie 10 in 2012),[11]
  - in de Clos Pompadour (sinds de editie 20 in 2023).[12]

Deze zes maand durende tentoonstelling met werken van 30 tot 40 kunstenaars trekt jaarlijks rond de 135.000 bezoekers. Kunstenaar Daniel Buren en Franse kunstcritici en curatoren zoals Regis Durand en Stephanie Moisdon behoren tot de vooraanstaande curatoren die Madame Vranken elk jaar aanstelt. De kunstenaar creëert soms werk speciaal voor deze tentoonstelling en maakt daarbij gebruik van het licht in de kelders. Een voorbeeld zijn de zes elementen uit de Pop Bloom & Stars-serie van Studio Tsai & Yoshikawa. De studio heeft deze nieuwe installatie van zes levendige en complexe lichtsculpturen in gemengde media gecreëerd voor Experience #16 in 2022, genaamd Reveries. Ze worden tentoongesteld op de 'Grand Escalier'. 

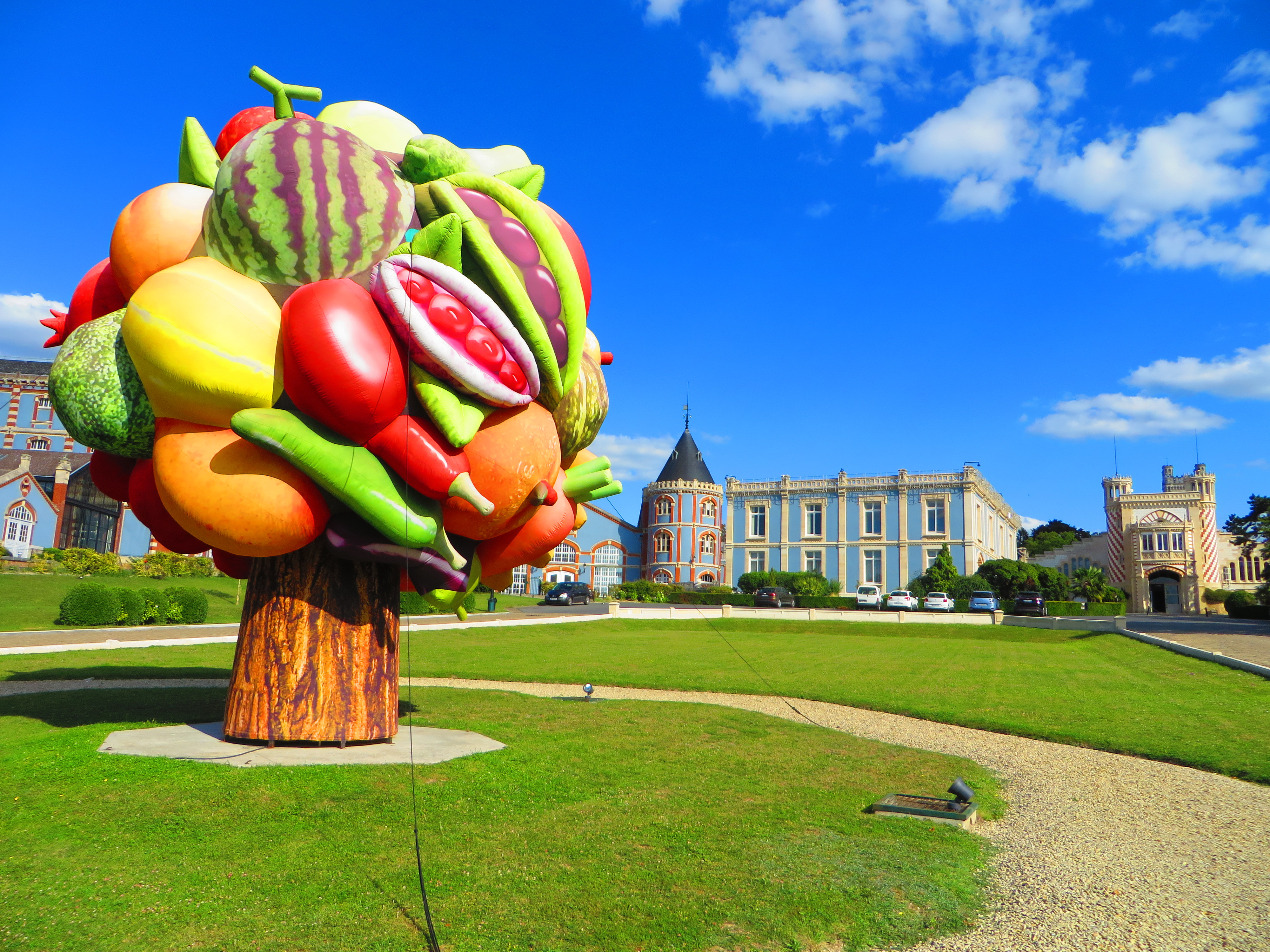
Fruit Tree van Choi Jeong Hwa[14] buiten op het domein
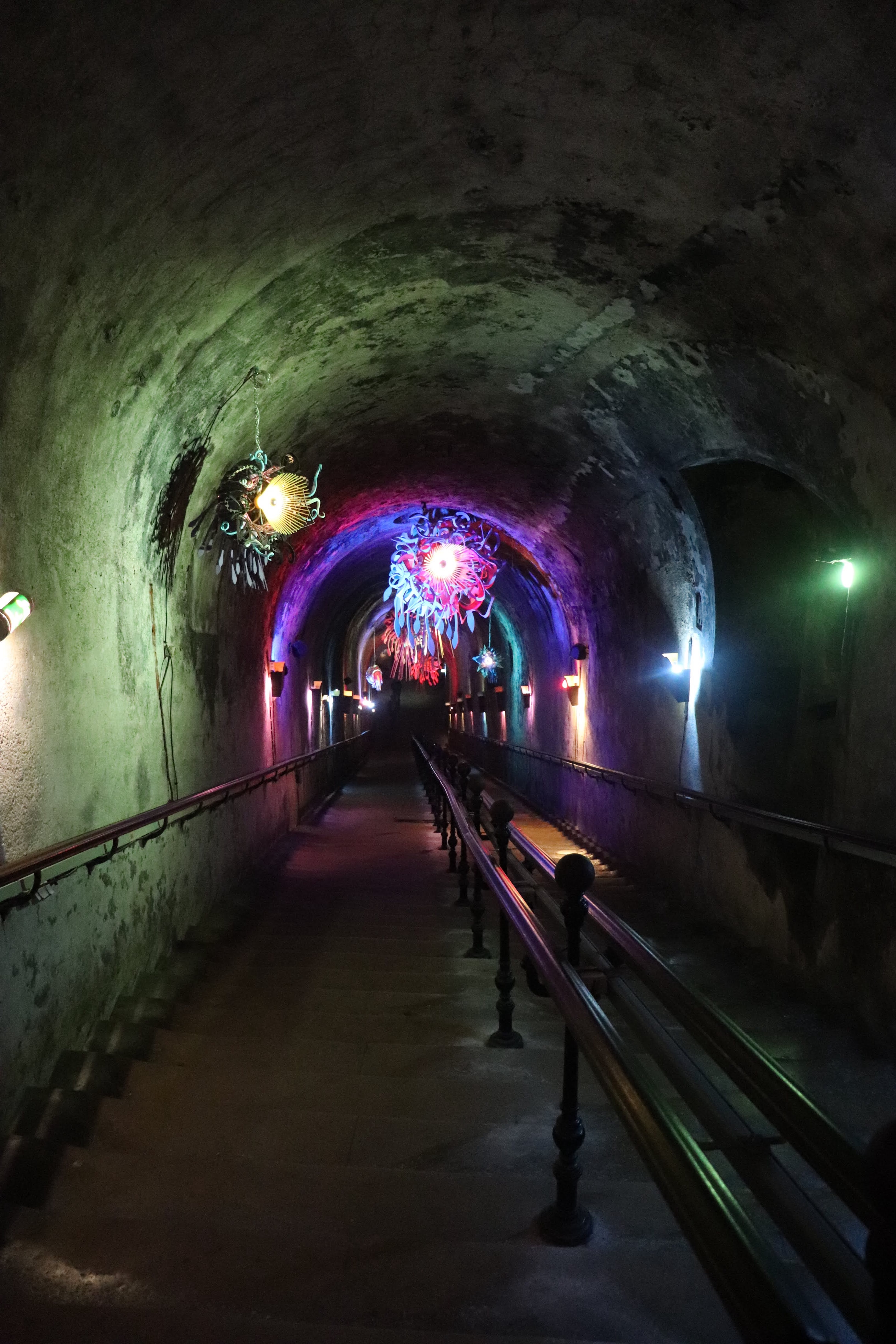
Pop Bloom & Stars in de  Grand Escalier
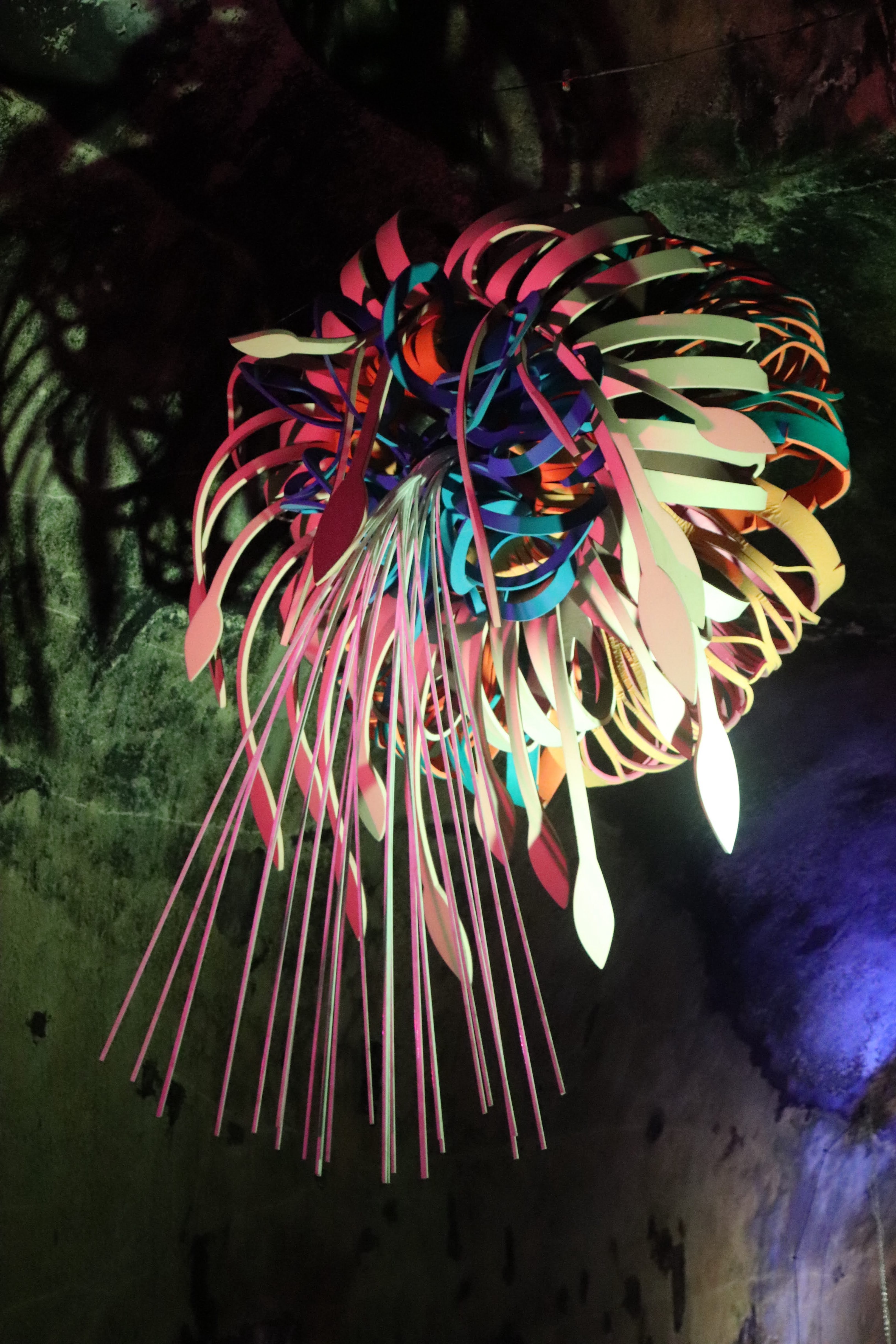
Onderdeel gan Pop Bloom & Stars
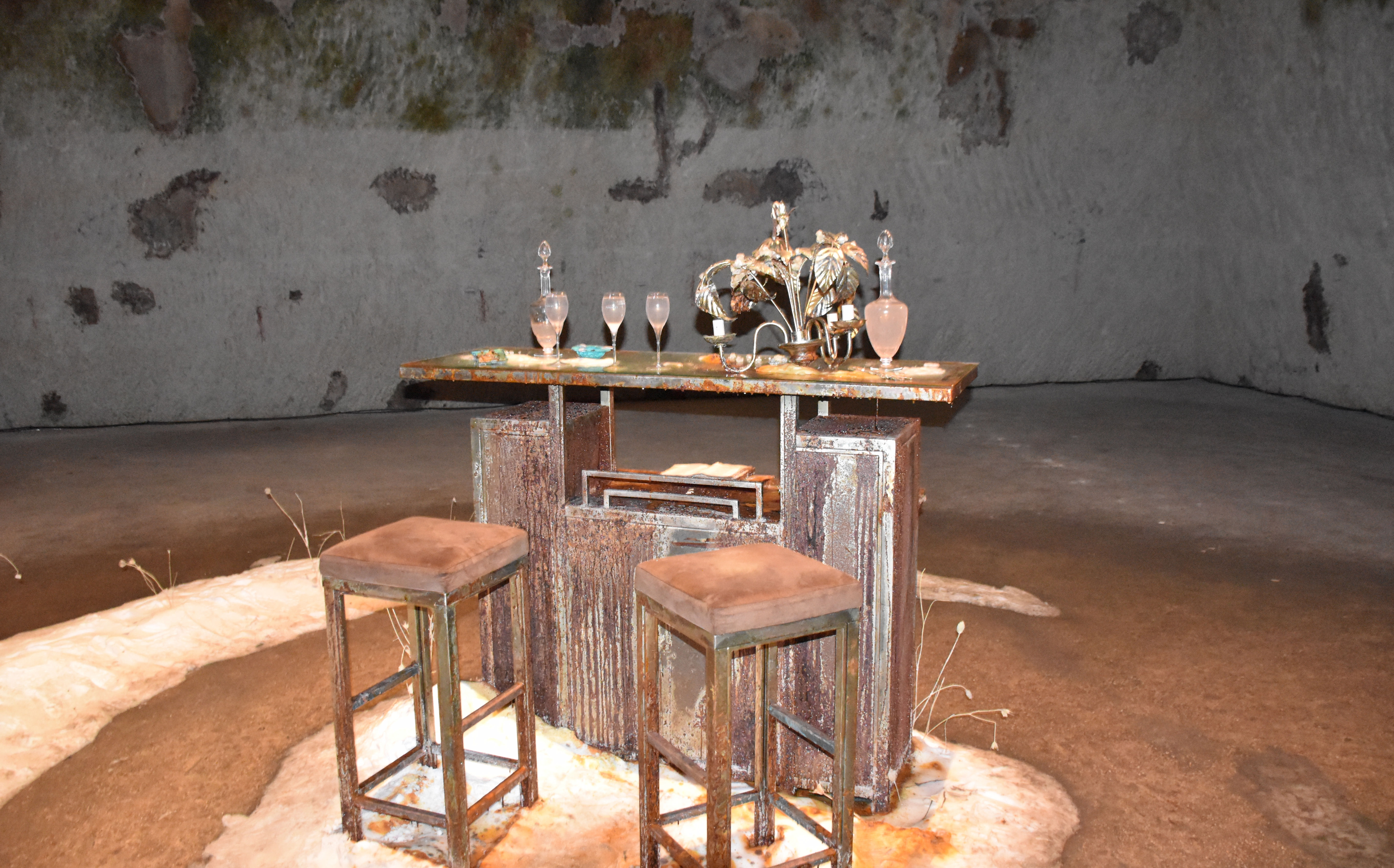
Wild and Slow van Bianca Bondi[15] in de kelders
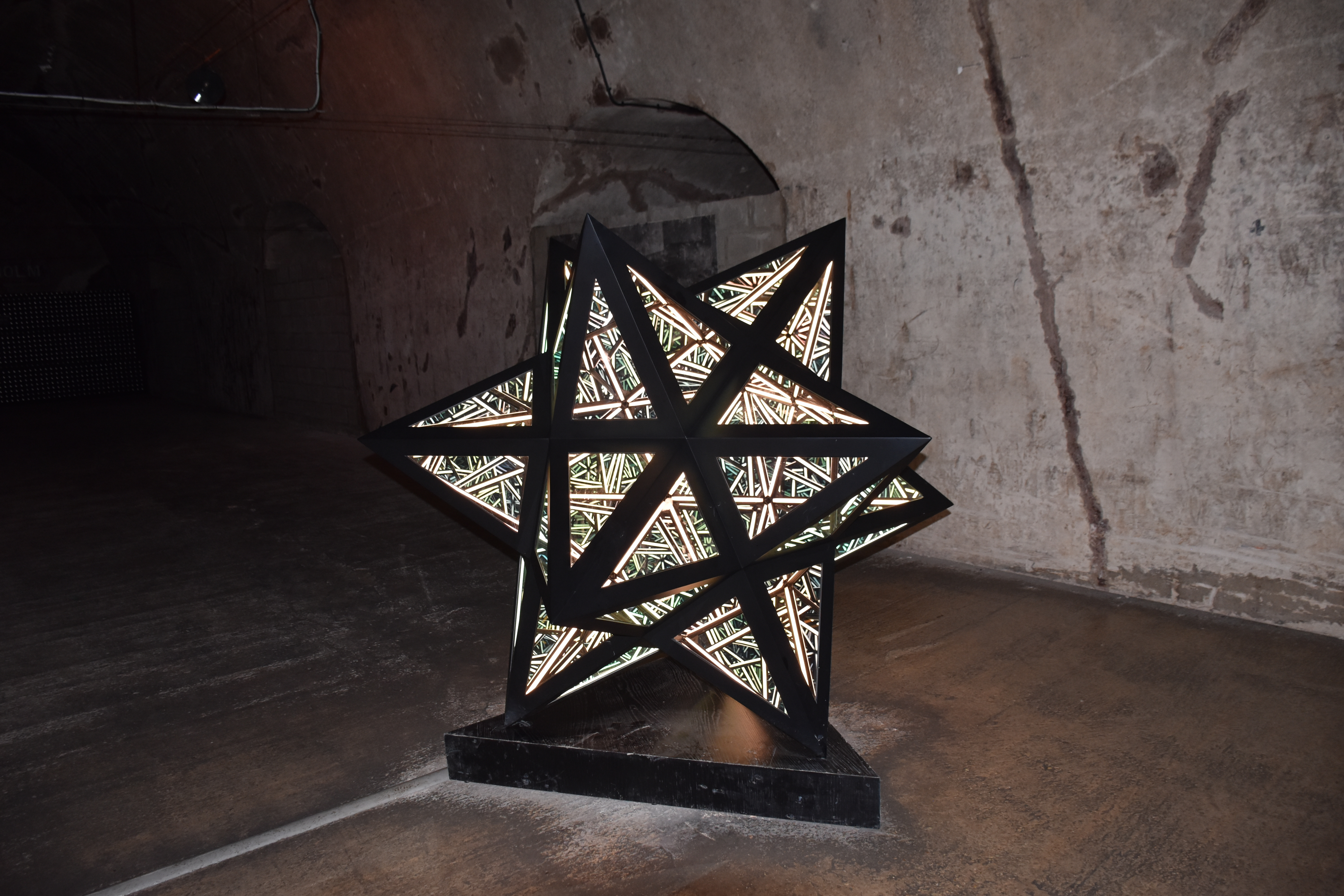
Anthony James 80 Great Stellated Dodecahedron[16] in de kelders

### Als marketing
- Flessen:  Elk jaar bundelen het champagnehuis en een jonge, talentvolle kunstenaar hun krachten om een unieke fles te creëren voor de Pommery POP-collectie.[17]  De Colombiaanse illustrator Catalina Estrada heeft een heel bijzonder ontwerp gemaakt voor de POP-serie. Haar liefde voor de natuur is een belangrijke inspiratiebron – haar flora en fauna dienen ook als inspiratiebron voor de POP's.[18]

- Verpakking: ook voor speciale verpakkingen wordt beroep gedaan op kunst thema’s, zoals het batik-thema voor de verpakkingen van de 'Mandala'-collectie van de 2022 World Collection. Ze neemt klanten mee op reis naar Tibet. Het huis zei dat het mandalapatroon niet alleen "indrukwekkend mooi" was, maar ook "een krachtig symbool van universele eenheid, vaak gebruikt bij meditatie om 'het perfecte zelf' te visualiseren".[19]

- Sponsering: De Armory Show 2024 heeft de Bahamaanse beeldhouwster Anina Major uitgeroepen tot winnaar van de jaarlijkse Pommery Prijs, ondersteund door Pommery Champagne. Eerdere winnaars van de Pommery Prijs waren onder andere Barthélémy Toguo, wiens sculptuur in 2023 werd gepresenteerd door Galerie Lelong & Co, en Reynier Leyva Novo, wiens werk in 2022 werd tentoongesteld door El Apartamento.[20]